# Itilyiargiok Creek
Der Itilyiargiok Creek ist ein 38 Kilometer langer rechter Nebenfluss des Nigu River im Norden des US-Bundesstaats Alaska. 

## Verlauf
Der Itilyiargiok Creek entspringt 75 km östlich vom Howard Pass in der nördlichen Gebirgskette der Brookskette auf einer Höhe von etwa 1460 m. Er fließt anfangs 6 km nach Südwesten. Im Anschluss durchfließt er ein breites von Gebirgsketten flankiertes Tal in westlicher Richtung. In der südlich gelegenen Gebirgskette befindet sich der 1573 m hohe Siavlat Mountain. Der Itilyiargiok Creek mündet schließlich auf einer Höhe von 633 m in den nach Nordwesten strömenden Nigu River, der über den Etivluk River zum Colville River abfließt.

## Namensgebung
Der Fluss trägt einen Eskimo-Namen mit der Bedeutung „die Indianer besuchen“. Der Flussname wurde 1954 von William N. Irving publiziert.

## Einzugsgebiet
Der Itilyiargiok Creek entwässert ein Areal von 297 km². Das Einzugsgebiet des Itilyiargiok Creek grenzt im Norden an die Einzugsgebiete von Ivotuk Creek, East Fork Etivluk River und Outwash Creek, im Nordosten und im Osten an das des Kakivilak Creek sowie im Süden an das des oberen Nigu River.

## Schutzcharakter
Das Einzugsgebiet des Itilyiargiok Creek liegt in der Nigu-Iteriak Area of Critical Environmental Concern, ein vom Bureau of Land Management betriebenes Schutzgebiet, das dem Erhalt geologischer und kultureller Denkmale dient.